# Stazione meteorologica di Sala Consilina
La stazione meteorologica di Sala Consilina è la stazione meteorologica di riferimento relativa alla località di Sala Consilina.

## Coordinate geografiche
La stazione meteo si trova nell'Italia meridionale, in Campania, in provincia di Salerno, nel comune di Sala Consilina, a 580 metri s.l.m. e alle coordinate geografiche 40°23′N 15°36′E.

## Dati climatologici
In base alla media trentennale di riferimento 1961-1990, la temperatura media del mese più freddo, gennaio, si attesta a +6,3 °C; quella del mese più caldo, agosto, è di +24,1 °C  .
| Sala Consilina     | Mesi | Mesi | Mesi | Mesi | Mesi | Mesi | Mesi | Mesi | Mesi | Mesi | Mesi | Mesi | Stagioni | Stagioni | Stagioni | Stagioni | Anno |
| Sala Consilina     | Gen  | Feb  | Mar  | Apr  | Mag  | Giu  | Lug  | Ago  | Set  | Ott  | Nov  | Dic  | Inv      | Pri      | Est      | Aut      | Anno |
| ------------------ | ---- | ---- | ---- | ---- | ---- | ---- | ---- | ---- | ---- | ---- | ---- | ---- | -------- | -------- | -------- | -------- | ---- |
| T. max. media (°C) | 9,8  | 10,5 | 13,5 | 17,5 | 22,1 | 26,3 | 29,8 | 30,4 | 26,0 | 20,5 | 15,1 | 11,5 | 10,6     | 17,7     | 28,8     | 20,5     | 19,4 |
| T. min. media (°C) | 2,8  | 3,1  | 5,1  | 8,1  | 11,5 | 14,9 | 17,4 | 17,8 | 15,3 | 11,4 | 7,5  | 4,9  | 3,6      | 8,2      | 16,7     | 11,4     | 10,0 |